# Sojus 19
Sojus 19 ist die Missionsbezeichnung für den am 15. Juli 1975 gestarteten Flug eines sowjetischen Sojus-Raumschiffs. Es war der 35. Flug im sowjetischen Sojusprogramm. Ziel des Raumschiffs war das amerikanische Apollo-Raumschiff im Rahmen des  Apollo-Sojus-Test-Projektes (ASTP).

## Besatzung
- Alexei Archipowitsch Leonow (2. Raumflug), Kommandant
- Waleri Nikolajewitsch Kubassow (2. Raumflug), Bordingenieur

### Ersatzbesatzung
- Anatoli Wassiljewitsch Filiptschenko, Kommandant
- Nikolai Nikolajewitsch Rukawischnikow, Bordingenieur

Die Unterstützungsmannschaft bestand aus Boris Andrejew, Wladimir Dschanibekow, Alexander Iwantschenkow und Juri Romanenko.

## Missionsüberblick
siehe Apollo-Sojus-Test-Projekt